# Suk Suk
Suk Suk (xinès 叔．叔) (el títol significa "oncle" en cantonès) és una pel·lícula dramàtica de Hong Kong, premiada i aclamada per la crítica el 2019, escrita i dirigida per Ray Yeung. Presenta la història de dos homes secretament casats homosexuals en els seus anys crepusculars. La pel·lícula va ser seleccionada per competir a la secció Panorama del 70è Festival Internacional de Cinema de Berlín.

## Trama
Pak, un taxista de 70 anys que es nega a jubilar-se, coneix en Hoi, un pare solter jubilat de 65 anys en un parc. Malgrat les famílies que havien construït, la trobada desperta un desig que tots dos havien suprimit i porta a la contemplació d'una vida junts.

## Repartiment
- Tai Bo com a Pak
- Ben Yuen com a Hoi
- Patra Au com a Ching
- Lo Chun-Yip com a Wan
- To Kong com a Chiu
- Lam Yiu-Sing com a Edmond
- Wong Hiu-Yee com a Fong
- Hu Yixin as Zheng
- Kwan Lau-Ting com a Joyce
- Chu Wai-Keung com a Dior

## Estrena
- Suk Suk es va estrenar al 24è Festival Internacional de Cinema de Busan el 4 d'octubre de 2019.[3]
- Suk Suk va ser llançat a Taiwan per Cai Chang International el febrer de 2020[4]
- Suk Suk va ser llançat a Hong Kong per Golden Scene Company Ltd. el maig de 2020[5]
- Suk Suk va ser llançat a Tailàndia per M Pictures / Never So Small el juliol de 2020[6]
- L'Oficina Econòmica i Comercial de Hong Kong a Brussel·les (HKETO, Brussel·les) i Create Hong Kong han recolzat conjuntament la participació de tres pel·lícules de Hong Kong al CinemAsia Film Festival 2020 a Amsterdam, Països Baixos, que se celebrarà del 4 al 8 de març.[7] One of the three Hong Kong films is Suk Suk.
- Suk Suk va ser llançat a Amèrica del Nord per Strand Releasing el febrer de 2021.[8]
- Suk Suk fou estrenada a Espanya per Vitrine Filmes el juliol de 2021[9]
- Suk Suk fou estrenada al Brasil per Vitrine Filmes el setembre de 2021[10]

El títol original "Suk Suk" va ser canviat a "Twilight's Kiss" per als Estats Units i el Canadà pel distribuïdor nord-americà Strand Releasing.
El títol original "Suk Suk" va ser canviat per "Un Printemps a Hong Kong" per a França pel distribuïdor francès Epicenter Films.

## Recepció
L'agregador de ressenyes Rotten Tomatoes atorga a la pel·lícula un 100 % d'aprovació basat en 20 ressenyes, amb una valoració mitjana de 7,9/100. Segons Metacritic, que va mostrar sis crítics i va calcular una ponderació puntuació mitjana de 71 sobre 100, la pel·lícula va rebre "crítiques generalment favorables".
Elizabeth Kerr de The Hollywood Reporter descriu Suk Suk com la "pel·lícula madura i més aconseguida de Ray Yeung fins ara, i Yeung demostra un gran ull per a les dinàmiques socials que ens afecten i com hi responem., i troba espai per gaudir dels plaers simples, la generositat bàsica i la xarxa de seguretat que és la família, alhora que tracta l'homofòbia, l'edat i la fe." Wendy Ide de Screen Daily va descriure Suk Suk com "una narració suau i discreta amb un treball de càmera subtilment observador". Zhuo-Ning Su de The Film Stage escriu: "De manera lúcida, amb traços curosament sense jutjar, Yeung recrea la fàcil familiaritat de la vida familiar (heteronormativa) a la qual s'han acostumat tots dos homes." Sight & Sound indica: "Suk Suk és una història amorosa i considerada d'amor queer en els darrers anys de vida. Elaborant una aventura entre dos homes grans a l'actual Hong Kong, Ray Yeung demostra ser un observador astut de l'afecte humà i l'obligació social en el seu tercer llargmetratge." Alissa Simon de Variety descriu, ""Les bones actuacions dels veterans Tai Bo i Ben Yuen fan que la lluita entre els protagonistes sigui concreta i afectant."

## Premis i nominacions
| Premi                                                       | Categoria                                             | Receptor(s)                         | Resultat  | Ref.   |
| ----------------------------------------------------------- | ----------------------------------------------------- | ----------------------------------- | --------- | ------ |
| 70è Festival Internacional de Cinema de Berlín              | Millor llargmetratge                                  | Ray Yeung                           | Nominat   | [ 19 ] |
| 56è premis Golden Horse                                     | Millor llargmetratge                                  | Suk Suk                             | Nominat   | [ 20 ] |
| 56è premis Golden Horse                                     | Millor guió original                                  | Ray Yeung                           | Nominat   | [ 20 ] |
| 56è premis Golden Horse                                     | Millor actor protagonista                             | Ben Yuen                            | Nominat   | [ 21 ] |
| 56è premis Golden Horse                                     | Millor actor protagonista                             | Tai Bo                              | Nominat   | [ 21 ] |
| 56è premis Golden Horse                                     | Millor actriu secundària                              | Patra Au                            | Nominat   | [ 21 ] |
| Premis del Gremi de Directors de Hong Kong                  | Millor actor                                          | Tai Bo                              | Guanyador | [ 22 ] |
| Premis del Gremi de Guionistes de Hong Kong                 | Millor guió                                           | Ray Yeung                           | Guanyador | [ 23 ] |
| Premis del Gremi de Guionistes de Hong Kong                 | Millor paper en un guió                               | Tai Bo                              | Guanyador | [ 23 ] |
| Premis del Gremi de Guionistes de Hong Kong                 | Millor paper en un guió                               | Patra Au                            | Nominat   |        |
| Premi de la Societat de Crítics de Cinema de Hong Kong      | Millor pel·lícula                                     | Suk Suk                             | Guanyador | [ 24 ] |
| Premi de la Societat de Crítics de Cinema de Hong Kong      | Millor actor                                          | Tai Bo                              | Guanyador | [ 25 ] |
| Premi de la Societat de Crítics de Cinema de Hong Kong      | Millor guió                                           | Ray Yeung                           | Nominat   | [ 26 ] |
| Premi de la Societat de Crítics de Cinema de Hong Kong      | Millor director                                       | Ray Yeung                           | Nominat   | [ 26 ] |
| Premi de la Societat de Crítics de Cinema de Hong Kong      | Millor actor                                          | Ben Yuen                            | Nominat   | [ 26 ] |
| 39è Premis de Cinema de Hong Kong                           | Millor actor                                          | Tai Bo                              | Guanyador | [ 27 ] |
| 39è Premis de Cinema de Hong Kong                           | Millor actriu secundària                              | Patra Au                            | Guanyador | [ 27 ] |
| 39è Premis de Cinema de Hong Kong                           | Millor pel·lícula                                     | Suk Suk                             | Nominat   | [ 28 ] |
| 39è Premis de Cinema de Hong Kong                           | Millor director                                       | Ray Yeung                           | Nominat   | [ 28 ] |
| 39è Premis de Cinema de Hong Kong                           | Millor guió                                           | Ray Yeung                           | Nominat   | [ 28 ] |
| 39è Premis de Cinema de Hong Kong                           | Millor actor secundari                                | Lo Chun Yip                         | Nominat   | [ 28 ] |
| 39è Premis de Cinema de Hong Kong                           | Millor nou intèrpret                                  | Patra Au                            | Nominat   | [ 28 ] |
| 39è Premis de Cinema de Hong Kong                           | Millor muntatge de pel·lícula                         | William Chang & Nose Chui Hing Chan | Nominat   | [ 28 ] |
| 39è Premis de Cinema de Hong Kong                           | Millor disseny de vestuari i maquillatge              | Albert Poon                         | Nominat   | [ 28 ] |
| Premis Renaissance                                          | Millor Drama                                          | Suk Suk                             | Guanyador | [ 29 ] |
| Kongest Film Awards                                         | Millor pel·lícula                                     | Suk Suk                             | Guanyador |        |
| Kongest Film Awards                                         | Millor actor                                          | Ben Yuen                            | Nominat   |        |
| Wicked Queer Boston LGBT Film Festival                      | Premi del Jurat: Millor narrativa de pel·lícula       | Twilight's Kiss                     | Guanyador | [ 30 ] |
| To Ten Chinese Films Festival                               | Youth Film Handbook: pel·lícula destacada             | Twilight's Kiss                     | Guanyador | [ 31 ] |
| To Ten Chinese Films Festival                               | Youth Film Handbook: Millor actor                     | Ben Yuen                            | Guanyador | [ 31 ] |
| Out on Film: Atlanta's LGBT Film Festival                   | Premi del Jurat: Millor pel·lícula internacional      | Twilight's Kiss                     | Guanyador | [ 32 ] |
| Out on Film: Atlanta's LGBT Film Festival                   | Premi del Jurat: Millor actor                         | Tai Bo                              | Guanyador | [ 32 ] |
| Out on Film: Atlanta's LGBT Film Festival                   | Premi del públic: Millor pel·lícula internacional     | Twilight's Kiss                     | Guanyador | [ 32 ] |
| Florence Queer Festival                                     | Millor llargmetratge                                  | Twilight's Kiss                     | Guanyador | [ 33 ] |
| Festival International du Film Independent de Bordeaux      | Menció especial: Millor llargmetratge                 | Twilight's Kiss                     | Guanyador |        |
| GAZE Film Festival Dublin                                   | Permi del públic: Millor pel·lícula                   | Twilight's Kiss                     | Guanyador | [ 33 ] |
| Seoul International Pride Film Festival                     | Millor pel·lícula asiàtica                            | Twilight's Kiss                     | Guanyador |        |
| Madrid LGBTQ International Film Festival                    | Millor actor                                          | Tai Bo                              | Guanyador | [ 33 ] |
| Madrid LGBTQ International Film Festival                    | Millor actor                                          | Ben Yuen                            | Guanyador | [ 33 ] |
| Amiens International Film Festival                          | Menció especial: Millor actor                         | Tai Bo                              | Guanyador | [ 33 ] |
| Amiens International Film Festival                          | Menció especial: Millor actor                         | Ben Yeun                            | Guanyador | [ 33 ] |
| Asian Film Awards                                           | Millor actor                                          | Tai Bo                              | Nominat   | [ 33 ] |
| Asian Film Awards                                           | Millor actor secundari                                | Ben Yuen                            | Nominat   | [ 33 ] |
| Asian Film Awards                                           | Millor actriu secundària                              | Patra Au                            | Nominat   | [ 33 ] |
| Asian American International Film Festival                  | Premi Elecció del Públic: Millor pel·lícula narrativa | Twilight's Kiss                     | Guanyador | [ 33 ] |
| Tel Aviv International LGBT Film Festival                   | Menció honorífica: Millor pel·lícula                  | Twilight's Kiss                     | Guanyador | [ 33 ] |
| Festival Zinegoak                                           | Menció especial: Millor llargmetratge                 | Suk Suk                             | Guanyador | [ 34 ] |
| Fire!! Mostra Internacional de Cinema Gai i Lesbià          | Premi del Públic: Millor pel·lícula                   | Suk Suk                             | Guanyador | [ 35 ] |
| LGBT Film Fest del Centre Niemeyer                          | Premi del Jurat: Millor llargmetratge                 | Suk Suk                             | Guanyador | [ 36 ] |
| Santo Domingo OutFest - Festival Internacional de Cine GLBT | Premi del Jurat: Millor pel·lícula                    | Suk Suk                             | Guanyador | [ 37 ] |
| Santo Domingo OutFest - Festival Internacional de Cine GLBT | Premi del Jurat: Millor guió                          | Suk Suk                             | Guanyador | [ 37 ] |
| Santo Domingo OutFest - Festival Internacional de Cine GLBT | Premi del Jurat: Millor actuació                      | Tai Bo                              | Guanyador | [ 37 ] |
| Queerties Awards 2022                                       | Millor pel·lícula indie                               | Twilight's Kiss                     | Pendent   | [ 38 ] |
| Premis GLAAD Media 2022                                     | Llargmetratge destacat - Estrena limitada             | Twilight's Kiss                     | Pendent   | [ 39 ] |